# Szilveszter (ünnep)
A szilveszter a Gergely-naptár szerinti naptári év utolsó napja, az újév előestéje, a karácsonyi időszak hetedik napja. Sok országban családi összejövetelekkel, evéssel-ivással, különféle rendezvényekkel és tűzijátékokkal ünneplik; egyes keresztény templomokban szilveszter éjszakáján virrasztási szertartás van. Elnevezését onnan kapta, hogy ezen a napon van Szent Szilveszter pápa ünnepe a katolikus egyházban.
Magyarországon a szilveszter nem munkaszüneti nap.

## Dátuma
Évbúcsúztató-évköszöntő ünnepségeket már az ókori mezopotámiaiak és egyiptomiak is tartottak. Az év kezdetének napja kultúránként és korszakonként változott; a középkori Európa legtöbb országában március 25-e honosodott meg újév napjaként annak vallásos jelentősége miatt (Gyümölcsoltó Boldogasszony), bár nem rendeztek ünnepségeket, mert az ilyeneket pogány dolognak tekintették. 1582-ben, XIII. Gergely pápa naptárreformjával január 1. lett az általánosan elfogadott dátum, így az év utolsó napja december 31-ére került.

## Elnevezése
December 31-e I. Szilveszter pápa ünnepe, így az 1582-es naptárreform után több kultúrában – köztük a magyarban – Szilveszter napjának, röviden szilveszternek nevezik az év utolsó napját. Szilveszter 314 és 335 között volt a katolikus egyház feje, pápaságának egyik jelentős teendőjeként megszervezte az egyházi életet Rómában. A történettudomány által nem igazolt középkori legendák szerint meggyógyította, megtérítette, és megkeresztelte Nagy Konstantin császárt.
A köznyelvben általában más kultúrák évének utolsó napját is „szilveszternek” nevezik, még akkor is, ha az nem december 31-ére esik (például „kínai szilveszter”), vagy nem ismerik Szent Szilveszter ünnepét (például „japán szilveszter”).

## Szokások, ünneplés

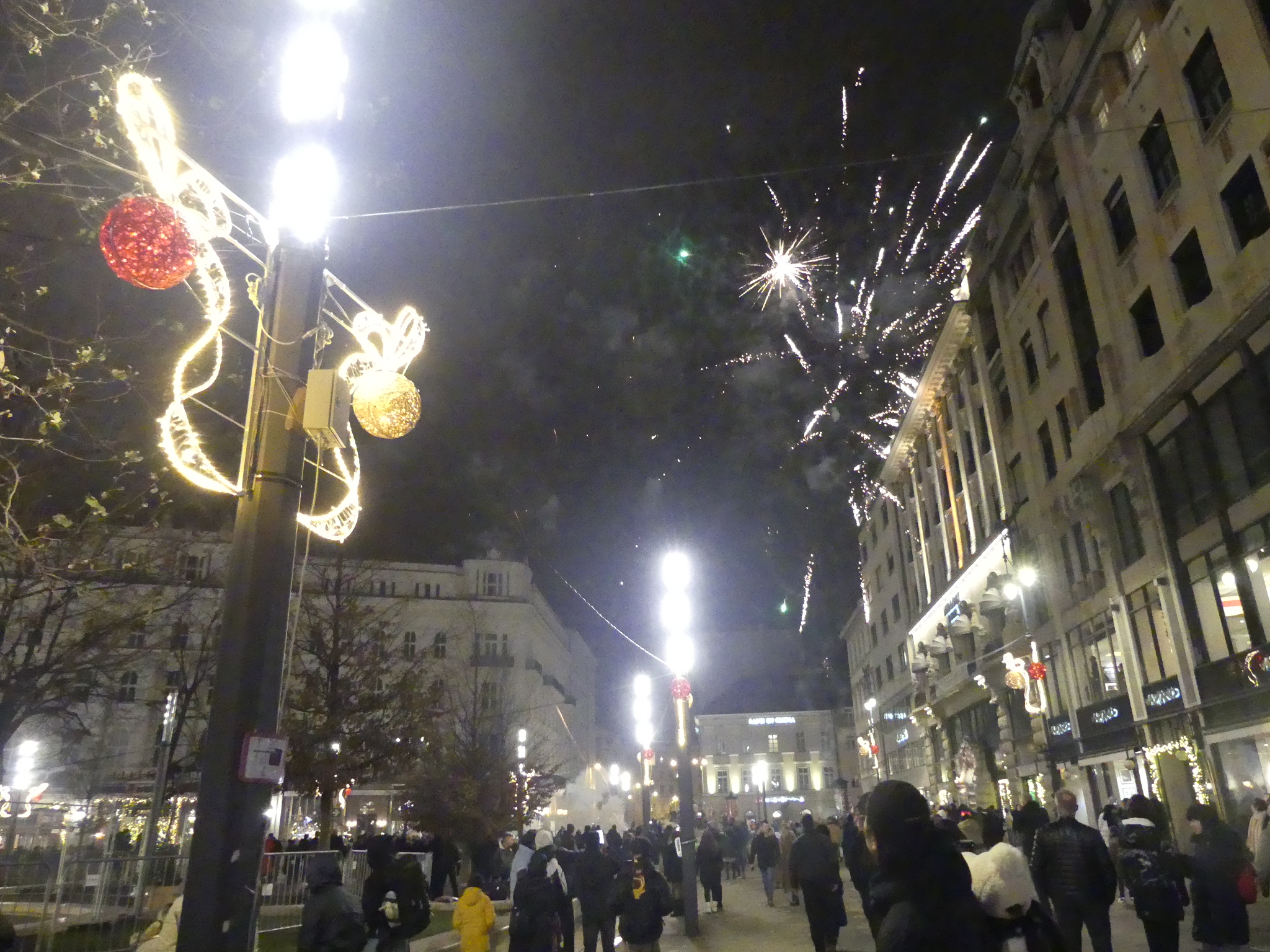
Szilveszter a Vörösmarty téren - 2023

Az óévet búcsúztató zajos mulatságokat az ókori római szaturnáliák leszármazottjának tekintik, melyeket lakoma, lármázás, dorbézolás jellemeztek. A szaturnáliák pogány szokását a középkori Franciaországban támasztották fel a január 1-e körül tartott „bolondok ünnepe” (festum fatuorum) képében, mely A párizsi Notre-Dame regényben is nagy szerepet kap. Az ilyen ünnepségeket az egyház a 15. században hivatalosan betiltotta, de továbbéltek a néphagyományban. A babonák szerint az óév esti zajkeltés, lármázás elűzi a felhalmozódott gondokat, bajokat, és az év sötét időszakában lesben álló gonosz szellemeket. Ennek modern megfelelője a zajos tűzijáték.
A szilveszteri szokások, hiedelmek nagy része az évkezdettel kapcsolatos, és a régi és új évet jelképesen elválasztó praktikákkal jár. A gonoszűző zajkeltés mellett Európa-szerte ismert szokások a téltemetés, bálok, szerelmi-, halál-, és időjóslások. Számos ember családi összejövetelekkel, bulikkal ünnepli óév estéjét. Népszerű, hagyományos szilveszteri étel a virsli, sonka, hurka, kocsonya, pogácsa, valamint a lencse. Ajánlott a pogácsa fogyasztása, nem ajánlott a malac. Újévkor ajánlott a lencse, malac, korhelyleves. Mások templomi szertartásokon vesznek részt. A városok fő terein tömegrendezvényeket szerveznek, az újév előtti másodperceket gyakran visszaszámlálás kíséri, ezt követik az újévi, pezsgős köszöntések.
Szilveszter estéjén gyakori az újévi fogadalomtétel, amelynek során az emberek megfogadják, hogy betartanak vagy elérnek bizonyos dolgokat a következő év során (például több testmozgás, egészségesebb étrend, takarékoskodás, leszokás a dohányzásról). Az újévi fogadalomtétel szokása is az ókorra nyúlik vissza: már a régi babilóniaiak és rómaiak is gyakorolták, majd később a keresztények is átvették ezt a világi szokást.

### Magyar népi hagyományok
A szilveszteri hagyományok legtöbbje a jövendöléssel és bőségvarázslással kapcsolatos:
- Népszerű a zajkeltés, „gonoszűző zajcsapás”, „gulyafordítás”: főként éjfél körül lármáztak ostorral, kolomppal, dudálással, bádogdarabok összeütésével. Egyes helyeken mondákat is fűztek a szokáshoz, például török támadások emlékéhez kötik.[15]
- A téltemetés az óévet jelképező bábu elásása vagy elégetése, vagy pedig egy öregembernek öltöztetett legény kiűzése a faluból.[16]
- Elterjedt szokás volt a kántálás, jókívánságokkal házról házra járás. Ezt egykoron felnőtt férfiak űzték, később fiatalok és gyermekek, a 20. század dereka óta pedig főleg a cigányok adománykérő szokása.[15]
- A férjezetlen lányok jövendőbelijük kilétét, nevét, társadalmi helyzetét jövendölték meg gombócfőzéssel, pogácsasütéssel, ólomöntéssel. Ismert volt a halál- és az időjóslás is.[15]

### Más országokban
- Főleg az angolszász országokban népszerű ünnepi díszítés a fagyöngy, melynek téli ünnepekkel való társítása még a pogány korból származik. Egy újabb keletű hagyomány szerint a szerelmesek fagyöngy alatt kell csókot váltsanak.[17]
- Spanyolországban és latin-amerikai országokban minden egyes éjféli harangszókor bekapnak egy-egy szőlőszemet, hogy szerencsés új évük legyen.[18]
- Olaszországban az emberek kidobálják a régi, felesleges dolgokat az ablakon, így számolva le az óévvel. Egyes helyeken cserépedényeket törnek össze, így ijesztve el a sötét lelkeket. Hagyományos szilveszteri étel a lencse és csülök.[19]
- Oroszországban szilveszterkor állítanak „újévi fát" (Novogodnaja jolka), és Fagy apó (Gyed Moroz) ezen az éjfélen ajándékozza meg a gyermekeket. Hagyományos étel a hering és saláta. Az óhitű ortodoxok január 14-én ünneplik az újévet.[20]
- Az Amerikai Egyesült Államok legnagyobb szilveszteri buliját a Times Square-en tartják; az év utolsó percében egy kristálygömböt engednek le az egyik épület tetejéről.[21]
- A kelet-ázsiai kultúrákban, például Kínában megtartják ugyan a Gergely-naptár szerinti szilvesztert, azonban a holdnaptárt követő holdújév sokkal fontosabb ünnepnek számít.[22]